# Salinaukko
Salinaukko är en sjö i Finland. Den ligger i Letala stad i landskapet Egentliga Finland, i den sydvästra delen av landet, 180 km väster om huvudstaden Helsingfors. Salinaukko ligger 18 meter över havet. Arean är 5,9 hektar och strandlinjen är 1,07 kilometer lång. Sjön  ingår i Skärgårdshavets kustområde, Åland. 